# Llista de personatges de Shin Chan
Aquesta és la llista de personatges de la sèrie de manga i anime japonesa Crayon Shin-chan creada per Yoshito Usui.

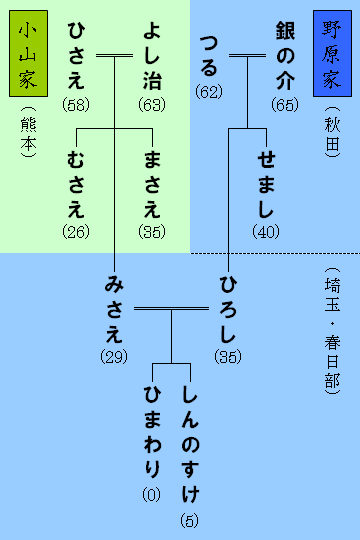
Arbre genealògic de la família protagonista de la sèrie de dibuixos Shin Chan. Fills, pares, oncles i avis. Entre parèntesis hi ha l'edat de cada personatge.

## Família Nohara

### Shin-chan Nohara
Shinnosuke Nohara (野原 しんのすけ, Nohara Shinnosuke) (野原新之助)
Edat: 5 anys (Primera aparició) - 6 (Posteriorment)
És el personatge principal, fill d'Hiroshi i Misae. El seu sobrenom és "Shincan" Nohara i és el germà de Himawari, un nen en edat infantil que té com a base la sèrie. El seu afectuós nom que l'anomenen els pares és Shin-chan. Té cinc anys i li encanten les galetes de xocolata de la marca "Chocobi" i un superheroi de TV anomenat "Mascara d'Acció", però odia absolutament els pebrots verds (fòbia als vegetals, o lacanofòbia aguda). Mostra un profund afecte per la seva germana Himawari. Va heretar més gens de la seva mare que el seu pare. És letàrgic, li encanta menjar i dormir, imaginar les coses, no pot resistir les coses bones, testarrut i descarat, que és com la seva mare, mentre que la única cosa a què li sembla al seu pare és que li agrada mirar i coquetejar senyores molt joves. És un molt bon cantant i molt bon jugador de bàsquet i futbol. Va aprendre fotografia de la seva tia Musae. De vegades canvia les paraules reals, fent-ho molt divertit. Per exemple, la promesa es converteix en promoció, etc. Molt sovint mostra un profund afecte pel seu amic Kazama. Alguna de les seves estranyes activitats és disfressar-se (sovint com a animal). També provoca problemes als altres i, després, critica els seus esforços per dissimular-ho. En general, és bocamoll i molt tafaner. En ocasions no sap què és la vergonya. En diverses ocasions, tant en manga com en anime, se’l veu fer transvestisme o portar vestits d'animals. Hi ha hagut diversos casos en què les seues bogeries han solucionat els problemes dels qui l'envoltaven. També mostra un sorprenent talent en cantar cançons i baratar les seves lletres. En rares ocasions, mostra atacs de bondat desinteressada. Per exemple, en un episodi d'anime va salvar una granota d'un camió en un dia de pluja, fent-se mullat i brut en el procés i arriscant-se a la malícia desfermada de sa mare ja que va ser el seu últim joc de roba neta. En un altre episodi, li dona a Masao la torna en diners, tot i que sap que la seva mare el renyarà després. No obstant això, sovint se segueixen immediatament situacions compromeses que neguen l'aprovació que li puguen tenir els altres personatges. Una situació sovintejada de la sèrie implica que Shin-chan arribi tard a l'autobús de la seva escola, generalment per haver estat molt de temps al bany, obligant a Misae a haver-lo de portar a l'escola amb la bicicleta. Tot i que sempre es burla de la seva mare amb comentaris innocents, és molt a proper a ella. Hi ha vegades que Shin-chan mostra un nivell de maduresa més enllà del seu ego habitual en la seva preocupació pels altres, i en alguns casos rars demostra que, en el fons, realment té cura de la seva família, tot i que normalment es comporta malament amb ells. També és el líder de la Força de Defensa de Kasukabe.
El personatge és conegut com Shin-chan Nohara als doblatges de Vitello (empresa que va doblar en anglès estatunidenc), Phuuz (doblatge en anglès europeu) i Funimation, i els acudits que fa l'empresa texana Funimation són més per a adults. Una quarta versió de doblatges fou la de l'empresa xinesa LUK International dub.

### Misae Nohara
La mare de Shush-Chan, de Kyushu. Té vint-i-nou anys i és una mestressa de casa típica del Japó de la postguerra: neteja, renta, cuina, cosirà, les mares Shin-chan i la seva germana, i es nodreix. Encara que en el fons és un individu cuidat i cuidador, els seus aspectes positius sovint es veuen compensats per les seves moltes mancances. Un parangó d'hipocresia, després d'haver lliurat edictes irrevocables al seu marit i als seus fills, no dubtarà a trencar-los immediatament un cop estiguin fora de vista. Els seus famosos i simbòlics moviments inclouen "trepar" el cap dels altres amb els punys (coneguts com a "guri-guri") i una sèrie de cops de puny al cap, creant bonys còmicament grans (els trepants amb el puny són efectuats principalment per Misae, però altres personatges també en fan, com ara Hiroshi i fins i tot Nene). El seu fill sol burlar-se del seu restrenyiment habitual, així com del seu pes fluctuant, malucs amples i mamelles petites.
Mentre que es dedica al mínim possible a les necessitats menys essencials del seu marit i del seu fill, li agrada abocar-ho tot en Himawari i en ella mateixa, tot i que cal ressaltar que té casos de gran generositat. Sempre canvia els seus pentinats, ja que es veu que de vegades és arrissat i, de vegades, llargs i trencats. Tanmateix, la majoria de les seves compres de luxe acaben trencades, mal utilitzades o espatllades pels seus fills, de vegades fins i tot abans que tingués ocasió de provar-les. Ella és la promotora de plans d'estalvi i dietes alimentàries sense límits, tots ells fracassats durant la primera setmana o fins i tot el primer dia. És propensa a comprar ofertes cridaneres pensant que és un estalvi de diners de la família. A continuació, compra quantitats extremes encara que no sigui gens pràctic. A més, guarda secretament diners per al seu propi ús personal. També se la coneix per ser una terrible conductora. Misae també comprova constantment el comportament de Shin-chan i Hiroshi al voltant de les dones joves i els castiga en conseqüència (i sempre sembla estar en el lloc adequat en el moment adequat quan es tracta de detectar-los). Va néixer a Aso, Kumamoto.
És coneguda com a Mitsy Nohara als dubs Vitello i Phuuz. És coneguda com a Mitzi Nohara al dub de Funimation. Una broma recurrent en el doblatge d'aquesta empresa, gira al voltant de la seva aportació de diners a la seua guardiola "boob job jar" per estalviar per als implants mamaris.